# Jorge Barata
Jorge Henrique Simões Barata (Salvador, Bahía, 5 de mayo de 1963 - ) es un ingeniero brasileño. Trabajó por más de 11 años en Odebrecht llegando a ocupar el cargo de director ejecutivo en Perú entre el 2011 y 2016.

## Biografía
Hijo de Raimundo Larri Galvao Barata y Lia Marback Simoes.
Hizo sus estudios secundarios en el colegio católico Maristas
Estudió ingeniería mecánica en la Universidad Federal de Bahía.
De 1986 a 1996 trabajó en Odebrecht Ecuador.
En 1997 llegó a la filial de Odebrecht en Perú, en la cual fue director Superintendente de 2009 a 2012. Fue reemplazado por Ricardo Boleira Sieiro Guimaraes. 
De 2012 a 2016 fue director ejecutivo de Odebrecht Latinvest con sede en Lima.

## Caso Odebrecht
En noviembre de 2016 Barata se acogió a la "colaboración eficaz" ante el fiscal Halmiton Castro y la "delación premiada" junto a otros funacionarios en Brasil vinculados al escándalo de corrupción.
En enero de 2017 fue interrogado por fiscales peruanos sobre tres temas: presuntos aportes durante la campaña de Humala, la presunta coima a Alejandro Toledo, la presunta coima a Alan García y el papel de las empresas consorciadas de Odebrecht. Según las declaraciones, detalló haber entregado 3 millones de fdólares para la campaña del expresidente Humala.
En noviembre de 2017 la Sala Penal del Primer Juzgado de Investigación Preparatoria Nacional excluyó del caso Interoceánica. De esta manera podría permitir afrontar el proceso con la condición de colaborador eficaz.
Su testimonio es más que vital pues en el marco del caso Odebrecht se abrieron procesos penales a personajes políticos y empresarios, entre ellos: los expresidentes, Ollanta Humala, Alan García, Pedro Pablo Kuczynski, y Alejandro Toledo; la ex congresista, Keiko Fujimori; los exalcaldes metropolitanos de Lima, Susana Villaran y Luis Castañeda, entre otros personajes como exministros, congresistas, gobernadores, embajadores, empresarios, y funcionarios públicos que hoy se encuentran con investigaciones abiertas, lo que ocasionó una crisis política pues es la primera vez que 4 expresidentes son sindicados como receptores de dinero ilícito, al igual que otros personajes políticos de relevancia nacional. En 2023 confirmó los aportes de Odebrecht a campañas de Ollanta Humala y Keiko Fujimori.